# Madonna del Monte (Mulazzo)
Madonna del Monte 950 m s.l.m. bezeichnet eine Bergkuppe und ein gleichnamiges Santuario (Heiligtum) auf einem Höhenzug in der Nähe der italienischen Gemeinde Mulazzo. Die Bergkuppe bildet den östlichsten Punkt des ansonsten namenlosen Bergzuges südöstlich des Tales des Torrente Mangiola,  
gefolgt vom Monte Mugnana und ist über eine Bergstraße erreichbar.